# Martí Vigo del Arco
Martí Vigo del Arco (* 22. Dezember 1997) ist ein ehemaliger spanischer Skilangläufer.

## Sportlicher Werdegang

### Skilanglauf
Vigo del Arco nahm von 2014 bis 2017 an U18- und U20-Rennen im Alpencup teil. Bei den Junioren-Skiweltmeisterschaften 2014 im Fleimstal errang er den 91. Platz über 10 km klassisch und den 87. Platz im Sprint. Beim Europäischen Olympischen Winter-Jugendfestival 2015 in Steg kam er auf den 51. Platz über 10 km klassisch und auf den 40. Rang über 7,5 km Freistil. Im folgenden Jahr lief er bei den Junioren-Skiweltmeisterschaften in Râșnov auf den 54. Platz über 15 km Freistil und auf den 49. Rang im Sprint. Bei den Junioren-Skiweltmeisterschaften 2017 in Soldier Hollow erreichte er den 28. Platz im Skiathlon und den 14. Rang über 10 km Freistil. Im Januar 2018 startete er in Dresden erstmals im Weltcup und errang dabei den 66. Platz im Sprint. Bei den Olympischen Winterspielen 2018 in Pyeongchang belegte er zusammen mit Imanol Rojo den 19. Platz im Teamsprint und lief im folgenden Jahr bei den U23-Weltmeisterschaften in Lahti auf den 18. Platz über 15 km Freistil. Seine besten Platzierungen bei der Winter-Universiade 2019 in Krasnojarsk waren der 24. Platz im Teamsprint und der 14. Rang im 30-km-Massenstartrennen. Im März 2019 startete er in Falun letztmals im Weltcup und erreichte mit dem 59. Platz über 15 km Freistil seine beste Platzierung in dieser Rennserie.

### Radsport
2020 wechselte Vigo del Arco zum Radsport; er folgte damit dem Vorbild seiner Freundin Lydia Iglesias, die zuvor ebenfalls Ski lief. Für die Saison 2021 wurde er vom Team Androni Giocattoli-Sidermec verpflichtet.